# 胡爾托韋
47°21′9″N 34°43′41″E / 47.35250°N 34.72806°E
胡爾托韋（烏克蘭語：Гуртове）是位於烏克蘭東南部的村莊，由扎波羅熱州瓦西里夫卡區布拉霍維申卡市鎮責管轄。該村始建於1920年，面積0.33平方公里，2001年人口77，人口密度每平方公里232.6人。